# Kalimah
Kalimah (grčki: Καλλίμαχος, Kallimachos; 310. pr. Kr. - 240. pr. Kr.) je bio starogrčki pjesnik, kritičar i učenjak rodom iz grada Cirene u današnjoj Libiji. 
Najpoznatiji je kao glavni knjižničar Aleksandrijske knjižnice te po tome što je uživao patronat kraljeva dinastije Ptolemejevići; Ptolemeja II. i Ptolemeja III. Iako nikada nije službeno proglašen glavnim knjižničarem, zaslužan je za stvaranje kataloga svih knjiga u Knjižnici. Njegove Pinake (tablice) od 120 tomova su bile potpuni i kronološki uređeni katalog Knjižnice, na kojemu se temelje svi kasniji radovi na temu povijesti grčke književnosti. 
Kao jedan od najranijih kritičara-pjesnika, često se navodi kao primjer helenističkog učenjaka. Kvintilijan (10.1.58) ga smatra predvodnikom elegijskih pjesnika.
Utjecao je na rimsko elegijsko pjesništvo: njegov su stil podražavali Ovidije, Katul i Propercije.

## Vanjske poveznice
- Poems by Callimachus English translations
- Online Text: Callimachus, Hymns translated by A. W. Mair
- Greek Text: Hymns & Epigrams, Perseus